# Prelúdio, Op. 28, nº 4 (Chopin)
O Prelúdio Op. 28, Nº 4, composto por Frédéric Chopin, é um dos 24 prelúdios de Chopin. A pedido do autor, esta peça foi tocada em seu próprio funeral, juntamente com o Requiem de Mozart.

## Nome
Hans von Bülow chamou o prelúdio de "asfixia", devido ao seu senso de desespero. De fato, a última dinâmica marcante de Chopin em sua obra é o smorzando, que significa "desaparecer". Mas o prelúdio pode um dia ter sido atribuído um nome. De acordo com Solange, filha de George Sand, que ficou com o compositor no mosteiro em Maiorca quando os prelúdios foram escritos, disse que "minha mãe deu um título para cada um dos maravilhosos prelúdios de Chopin; estes títulos foram preservados em uma partitura que ele nos deu."  A partitura em questão foi perdida, mas Solange de fato gravou os nomes dos prelúdios, aparentemente sem associar o nome ao número do prelúdio. Acredita-se que o título "Quelles larmes au fond du cloître humide?" ("Que lágrimas [são enxugadas] das profundezas do úmido mosteiro?") corresponde ao Prelúdio Nº 4.

## Legado Cultural
- Antonio Carlos Jobim escreveu uma música chamada "Insensatez" que é baseada no prelúdio.
- Serge Gainsbourg baseou sua música "Jane B" (1969) no prelúdio.
- O filme The Pianist (2002) tem o prelúdio em sua trilha sonora.
- Outros músicos, como Jimmy Page, da banda Led Zeppelin, fizeram um arranjo contemporâneo da peça.[3][4]